# Protocole d'Aarhus sur les polluants organiques persistants
Ne doit pas être confondu avec Convention d'Aarhus ou Protocole relatif aux métaux lourds.
- États parties au protocole
- États ayant signé mais n'ayant pas ratifié

Le Protocole d'Aarhus sur les polluants organiques persistants, est un protocole additionnel à la Convention de Genève de 1979 sur la pollution atmosphérique transfrontière à longue distance (CPATLD) conclu en 1998 relatif aux polluant organique persistant. Le Protocole vise à « contrôler, réduire ou éliminer les rejets, les émissions et les pertes de polluants organiques persistants » en Europe, dans certains pays de l'Union soviétique et aux États-Unis, afin de réduire leurs flux transfrontières et de protéger la santé humaine et l'environnement contre les effets néfastes. 
Les auteurs et promoteurs du Protocole étaient la Commission économique pour l’Europe des Nations Unies (CÉE-ONU), qui comptait à l’époque 53 États et organisations intergouvernementales différents. Le protocole a été modifié le 18 décembre 2009 : les amendements au texte et aux annexes I, II, III, IV, VI et VIII du Protocole de 1998 relatif aux polluants organiques persistants sont entrés en vigueur le 20 janvier 2022 et les amendements aux annexes I et II du Protocole de 1998 relatif aux polluants organiques persistants sont entrés en vigueur le 26 février 2023.
En mars 2025, le Protocole avait été ratifié par 35 États ainsi que par l’Union européenne.
Aux États-Unis, le protocole est un accord exécutif qui ne nécessite pas l’approbation du Sénat. Toutefois, une législation est nécessaire pour résoudre les incohérences entre les dispositions du protocole et les lois étatsuniennes existantes (en particulier la loi sur le contrôle des substances toxiques et la loi fédérale sur les insecticides, les fongicides et les rodenticides).

## Substances
Les substances suivantes sont visées par les annexes du Protocole POP. Le document se concentre sur une liste de 16 substances qui ont été sélectionnées selon des critères de risque convenus(comprenant onze pesticides, deux produits chimiques industriels et trois sous-produits/contaminants). Le Protocole a défini les modalités d’élimination appropriée des déchets considérés comme interdits et limités, y compris les fournitures médicales. 
| Polluant organique persistant | Statut              |
| ----------------------------- | ------------------- |
| Aldrine                       | Initialement inclus |
| Chlordane                     | Initialement inclus |
| Dieldrine                     | Initialement inclus |
| Endrine                       | Initialement inclus |
| Heptachlore                   | Initialement inclus |
| Hexachlorobenzène             | Initialement inclus |
| Mirex                         | Initialement inclus |
| Toxaphène                     | Initialement inclus |
| PCB                           | Initialement inclus |
| DDT                           | Initialement inclus |
| PCDD / PCDF                   | Initialement inclus |
| Chlordécone                   | Initialement inclus |
| Hexachlorocyclohexanes        | Initialement inclus |
| Hexabromobiphényle            | Initialement inclus |
| HAP                           | Initialement inclus |
| Éther pentabromodiphénylique  | Reconnu             |
| Éther octabromodiphénylique   | Reconnu             |
| Pentachlorobenzène            | Reconnu             |
| SPFO                          | Reconnu             |
| Hexachlorobutadiène           | Reconnu             |
| PCN                           | Reconnu             |
| SCCP                          | Reconnu             |

## Voir également
- Convention sur la pollution atmosphérique transfrontière à longue distance
- Convention de Stockholm sur les polluants organiques persistants
- Liste de traités internationaux relatifs à l'environnement
- Réseau international pour l'élimination des polluants organiques persistants
- Protocole d'Aarhus sur les métaux lourds